# Santiago (Camuy)
Santiago es un barrio ubicado en el municipio de Camuy en el Estado Libre Asociado de Puerto Rico. En el Censo de 2010 tenía una población de 428 habitantes y una densidad poblacional de 42,55 personas por km².

## Geografía
El centro geográfico de Santiago se encuentra en las coordenadas 18°23′36″N 66°49′50″O / 18.39333, -66.83056. Según la Oficina del Censo de los Estados Unidos, Santiago tiene una superficie total de 10.06 km², que corresponden a tierra firme.

## Demografía
Según el censo de 2010, había 428 personas residiendo en Santiago. La densidad de población era de 42,55 hab./km². De los 428 habitantes, Santiago estaba compuesto por el 92.52% blancos, el 2.1% eran afroamericanos, el 0.7% eran amerindios, el 3.97% eran de otras razas y el 0.7% pertenecían a dos o más razas. Del total de la población el 100% eran hispanos o latinos de cualquier raza.